# دهستان بهناباد
بهمن آباد دهستانی در بخش شاسکوه شهرستان زیرکوه استان خراسان جنوبی ایران است.
این دهستان شامل روستاهای
کریزان،نیار،استند،بهمن آباد جدید،فندخت و میرآباد است.